# فريدريك بيرد (سياسي)
فريدريك بيرد هو سياسي كندي، ولد في 18 مارس 1823، وتوفي في 30 نوفمبر 1884.